# Dům U Zlatého úlu
Dům U Zlatého úlu, někdy zvaný také Wettenglovský dům, dříve i Veliký Kryštof, Veliký úl, U Svatého úlu nebo jednoduše Úl, je městský dům palácového typu v Praze 1 na Starém Městě, který spolu s protějším domem na Můstku uzavírá spodní, severní stranu Václavského náměstí. Od roku 1964 je chráněn jako kulturní památka. Jedná se pravděpodobně o nejstarší budovu na celém náměstí; její barokně klasicistní přestavba je z roku 1789.

## Historie a popis

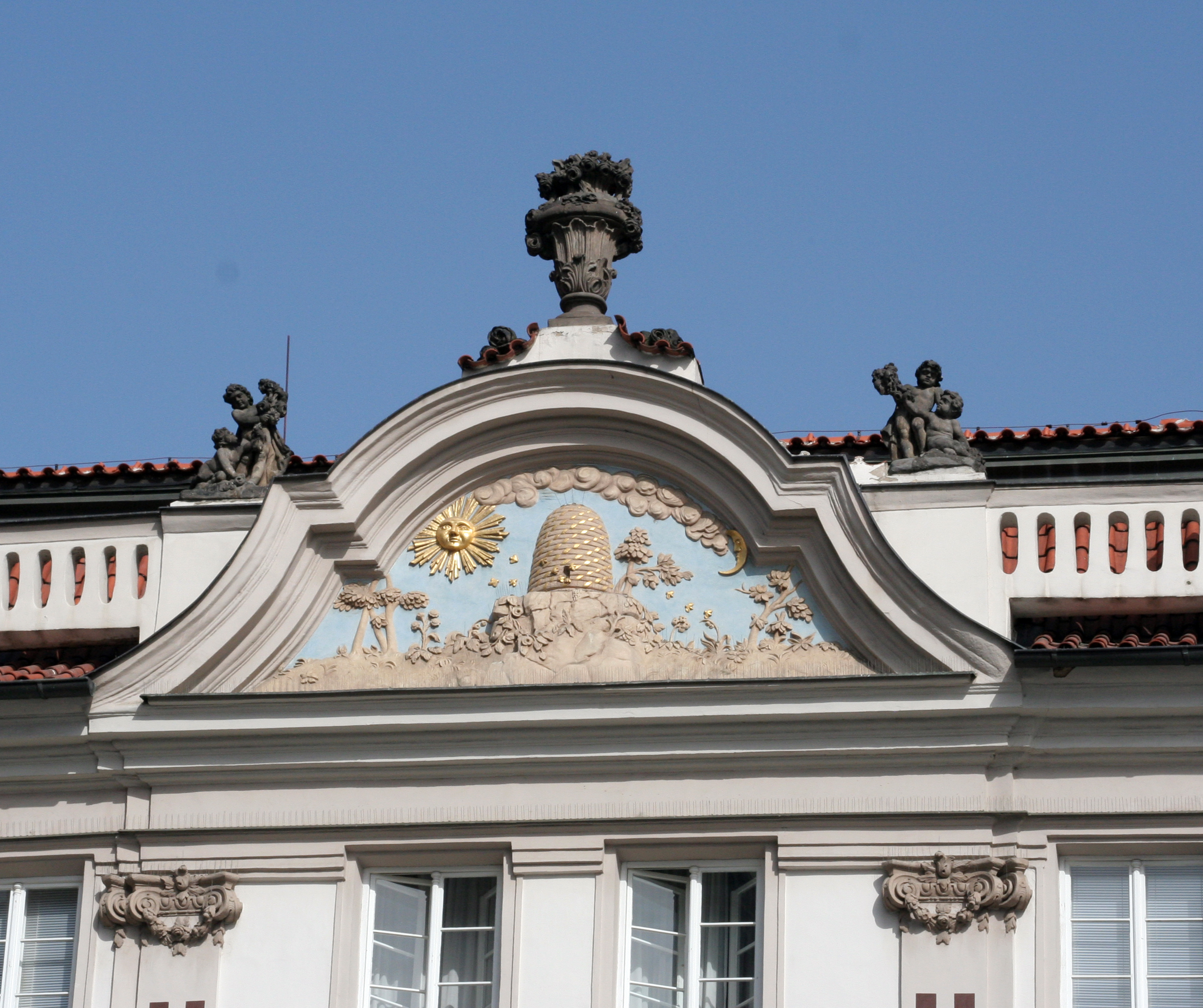
Štít s reliéfem zlatého včelího úlu

Dům U Zlatého úlu se nachází na jednom z velmi frekventovaných míst Prahy, na nároží ulice Na Můstku a ulice 28. října (dříve Ovocná). Na jeho místě stávaly původně dva gotické domy, v 70. letech 16. století propojené a renesančně upravené. Současná podoba je výsledkem pozdně barokních či klasicistních úprav, které byly provedeny v letech 1789–1790 podle plánů Zachariáše Fiegerta. Po roce 1930 bylo ještě upraveno přízemí domu.
Dům je třípatrový, s obdélným půdorysem. Nad přízemím je výrazná římsa. Nad korunní římsou je mansardová střecha s atikou, v níž jsou vikýře ukončené segmentem. Fasáda do Václavského náměstí je osmiosá, s mělkým dvouosým středním rizalitem; nad ním je štítový nástavec zdobený reliéfem velkého zlatem zdobeného včelího úlu, po jeho stranách jsou sochy putti a nad vrcholem štítu váza. Pětiosá boční fasáda do ulice Na Můstku je řešená obdobně, ale bez rizalitu.
Ve sklepeních objektu se zachovaly gotické portálky původních domů, zbytek renesanční křížové klenby je dochován v prvním patře, z pozdně barokní přestavby se dochovaly některé klenby v přízemí a schodiště.
Po roce 1989 byl dům privatizován a po rekonstrukci adaptován na hotel.
Reliéf, podle kterého je dům nazýván, je mj. zajímavý tím, že po stranách úlu zobrazuje současně slunce i měsíc.